# منمن (منطقة)
منمن هي منطقة في مقاطعة ازمير في تركيا وكذلك المدينة المركزية في المنطقة. تمتد المنطقة على سهل خصب تشكله التربة الغرينية التي يحملها نهر جيديز.
ومنطقة حي منمن مجاورة لمناطق المقاطعات التالية من الشرق إلى الغرب ؛ أليا و فوتشا إلى الشمال و بورنوفا و كارشيكا و تشلي إلى الجنوب ، لدى منطقة مينيمن أيضًا خط ساحلي بطول 27 كم (17 ميل) في الغرب وجوار مقاطعة مانيسا إلى الشرق
. تقع بلدة مينيمن على مسافة 35 كم (22 ميل) من مركز إزمير (ساحة كوناك). تتوزع المستوطنات عبر المنطقة بشكل فضفاض على طول منطقة العاصمة الكبرى في إزمير في الجنوب وتتكون من قرى معزولة على طول المروج في الشمال ، مما يؤدي إلى متوسط معدل تحضر يبلغ 42 في المئة فقط.

## الاقتصاد
ولايزال الاقتصاد يعتمد على الزراعة وتربية الماشية في جزء كبير منه ، على الرغم من أن إنتاج وتصدير الجلود والسيراميك ومنتجات الفخار الأخرى ، بالإضافة إلى المنتجات البلاستيكية المحتملة ، الموجودة في منطقتين صناعيتين منظمتين منفصلتين ومتخصصتين
تشتهر منتجات صناعة الفخار من منمن في جميع أنحاء تركيا منذ قرون وتكتسب هاتان المنطقتان الصناعيتان المنظمتان بالإضافة إلى الأنشطة التي تنتعش من منطقة إزمير المجاورة المجاورة أهمية متزايدة في اقتصاد المنطقة. ومع ذلك ، لا يزال نهر جيديز ، الذي يعبر حوضه السفلي سهل منمن للانضمام إلى البحر داخل حدود المنطقة ، يمثل شريان الحياة في المنطقة والمسائل المتعلقة بتدفق النهر بالإضافة إلى المعدل الحالي للتلوث العالي نوعًا ما هو موضوع نقاش مستمر
مستوى التعليم مرتفع في منمن حيث تصل نسبة الإلمام بالقراءة والكتابة إلى 99٪.

## وسائل النقل
يتم خدمة المدينة بواسطة الطريق E87 ، ويتم خدمة السكك الحديدية بواسطة TCDD. تحتوي محطة منمن للسكك الحديدية على 7 قطارات ركاب يوميًا.